# Warpaint
Warpaint — американський рок-гурт із Лос-Анджелеса, заснований у 2004 році. До складу гурту входять Емілі Кокал (вокал, гітара), Тереза Вейман (вокал, гітара), Дженні Лі Ліндберг (бас, вокал) і Стелла Мозгава (ударні). На сьогодні гурт випустив 4 повноформатні студійні альбоми: The Fool (2010), Warpaint (2014), Heads Up (2016) та Radiate Like This (2022).

## Історія

### Початок і становлення (2004—2007)
Warpaint утворилися в Лос-Анджелесі на День святого Валентина 2004 року. Початковий склад гурту складався з друзів дитинства Вейман і Кокал, а також сестер Ліндберг і Шеннін Соссамон. Гурт грав у Лос-Анджелесі протягом трьох років, пишучи пісні («Stars», «Beetles» і «Elephants»), які згодом увійшли до їхнього дебютного мініальбому. За словами Дженні Ліндберг в інтерв'ю The Guardian 2011 року, спочатку гурт називався World War 4 і змінив назву на Warpaint лише після написання пісні «Warpaint» (яку вони грали роками, але вперше з'явилася на лонгплеї The Fool). "Мене кілька разів запитували: «О, чому ви назвали її [пісню] „Warpaint“?» — так, ніби ми назвали пісню на честь нашого гурту, хоча насправді все було навпаки".

### Exquisite Corpse (2007—2010)
Гурт почав записувати свій дебютний мініальбом Exquisite Corpse у грудні 2007 року з продюсером Джейкобом Берковічі. Запис тривав понад два місяці і завершився зведенням та мастерингом Джона Фрушанте, який на той час також був хлопцем Кокал. Warpaint самостійно випустили мініальбом у 2008 році, який швидко перемістився на перше місце у місцевому чарті артистів Лос-Анджелеса Amoeba Records. 2009 року Exquisite Corpse був перевиданий в усьому світі на лейблі Manimal Vinyl і отримав схвальні відгуки критиків. Пісня «Elephants» увійшла до незалежного фільму жахів Сирена 2011 року, який зняв режисер Ендрю Галл і який вийшов на Lionsgate.
Гітарист Red Hot Chili Peppers Джон Фрушанте зводив та мастерингував Exquisite Corpse. А колишній гітарист RHCP Джош Клінггоффер зіграв на барабанах і гітарі.
Австралійська барабанщиця Стелла Мозгава (раніше грала у Mink і Swahili Blonde) приєдналася до гурту взимку 2009 року. Незабаром після цього Warpaint підписали контракт із лейблом Rough Trade Records і одразу ж розпочали масштабні гастролі Сполученими Штатами і Європою, у тому числі виступили на розігріві у The xx.
6 грудня 2010 року BBC оголосили, що Warpaint були номіновані на перемогу в опитуванні BBC Sounds of 2011, а також стали зірками обкладинки зимового випуску журналу Beat за 2010 рік.

### The Fool (2010—2011)
25 жовтня 2010 року гурт випустив свій дебютний альбом The Fool. Альбом отримав схвальні відгуки від NME. До виходу альбому гурт зробив кавер на пісню Девіда Бові «Ashes to Ashes» для альбому-триб'юту Бові We Were So Turned On, що вийшов спільно з War Child. Перший сингл з дебютного альбому, «Shadows», вийшов у вигляді цифрового завантаження і 12" вінілу 10 січня 2011. Ремікс на сингл, «Shadows (Neon Lights Remix)», виявився популярним; йому вдалося потрапити до плейлиста BBC Radio 1 в рамках програми «In New Music We Trust».
Навесні і влітку 2011 року Warpaint вирушили в турне по США і Європі на підтримку альбому. Вони грали на різних великих фестивалях, включаючи Summer Sundae, Bonnaroo, Glastonbury, Reading and Leeds Festivals, Coachella, Rock Werchter і Electric Picnic. 2011 року перевидання треку «Undertow» як синглу посіло 92 місце в чартах Великобританії та 75 місце в Австралії. 25 вересня 2011 року вони виступили у престижному Hollywood Bowl, розділивши сцену з TV on the Radio, Arctic Monkeys, Panda Bear і Smith Westerns.

### Warpaint(2013—2015)

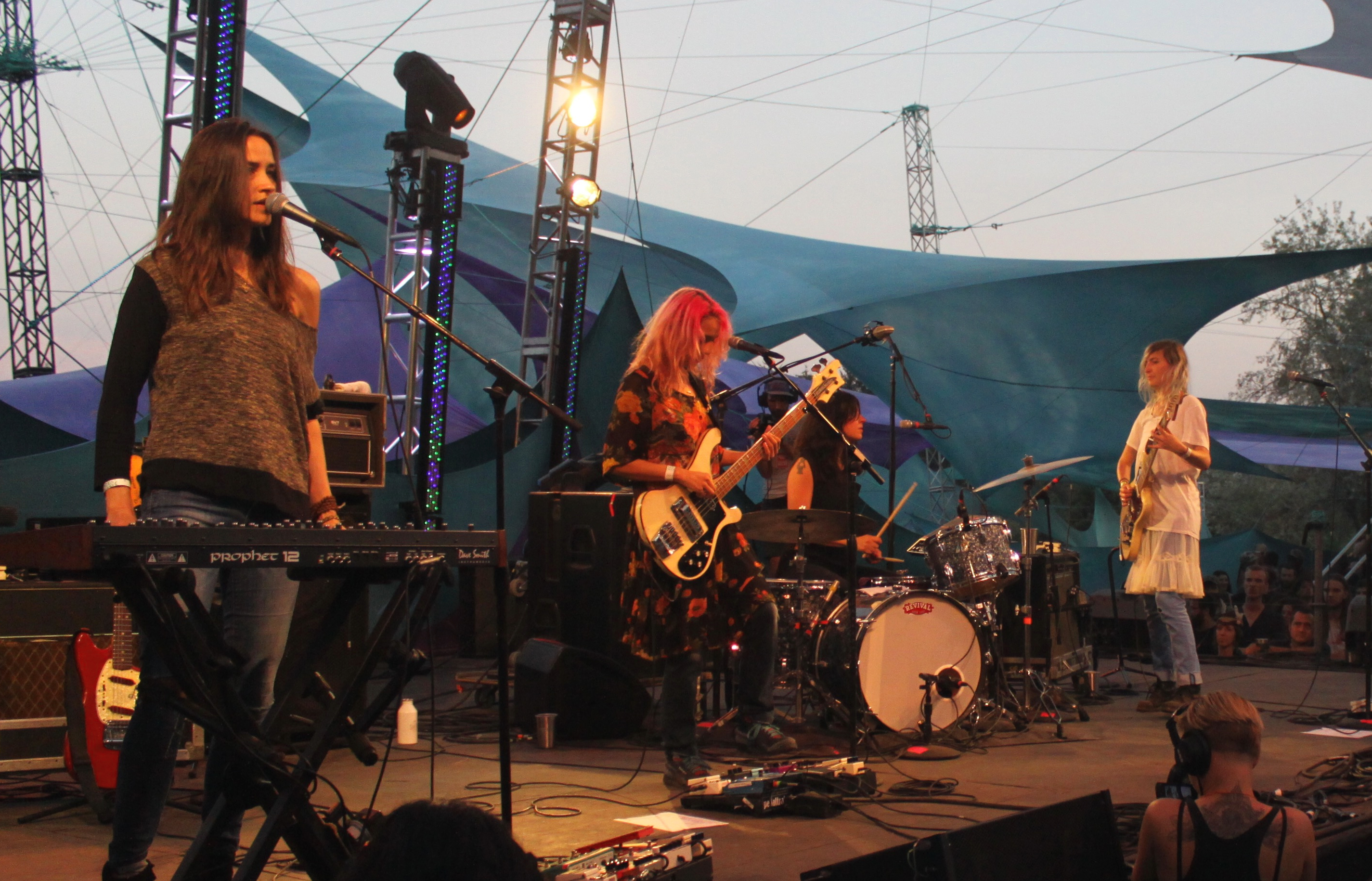
Warpaint під час виступу, 2014

Ще у 2011 році барабанщиця Мозгава в інтерв'ю NME висловила намір гурту «експериментувати і писати один з одним», оскільки нинішній склад ніколи не писав пісні «з нуля» разом. Басистка Ліндберг також зазначила, що більшість нових пісень були написані шляхом «простого джему і вільного спілкування на сцені». У лютому 2013 року Вейман підтвердила NME, що гурт мав намір створити мінімалістичне звучання на Warpaint, розповівши, що пісні створювалися під час саундчеків, а на альбомі гурт більше експериментував з акустичними гітарами та ударними інструментами. Вокалістка Кокал зазначила, що на Warpaint вплинули R&B і реп, і заявив, що на альбомі представлені «речі з драм-машинами і атмосферою, музика, яка є чимось більшим, ніж стандартний рок». Кокал додала, що альбом значною мірою базується на клавішних, що сприяло загальному звучанню, яке «безумовно відрізняється» від попереднього альбому гурту, The Fool.
Продюсований і зведений Flood'ом, за винятком двох треків, зведених Найджелом Ґодрічем, Warpaint вийшов на лейблі Rough Trade 17 січня 2014 року в Німеччині, Ірландії, Нідерландах і Швейцарії; 20 січня в Данії, Франції, Швеції та Великобританії; і 21 січня в Іспанії та США. Фрагмент головного синглу альбому, «Love Is to Die», був показаний у рекламі Calvin Klein 25 вересня 2013 року, а пізніше — у тизері однойменного документального фільму про запис Warpaint. 28 жовтня сингл вийшов разом із попередньо замовленою цифровою версією альбому.
20 листопада Warpaint виконали «Composure» з альбому «The Fool», а також нові пісні «Love Is to Die» і «Keep It Healthy» на британській програмі BBC 6 Music зі Стівом Ламаком. Наступного дня в мережі з'явилася стаття з грудневого номера журналу Dazed & Confused за 2013 рік, в якій розповідалося про створення нового альбому, а також про супровідний документальний фільм, знятий чоловіком Ліндберг, відеохудожником Крісом Каннінгемом (героєм пісні «CC»). Пізніше Ліндберг підтвердила в інтерв'ю на радіо XFM від 24 листопада, що документальний фільм Каннінгема буде доступний незабаром після виходу альбому.
Музичне відео, що складається з двох пісень з другого альбому — «Disco//very» та «Keep it Healthy» — вийшло у квітні 2014 року. Режисер відео — Лабан Фейдіас, у кліпі знялися професійні скейтбордисти Джастін Елдрідж, Кріс Маркович і Патрік Мелчер.
Гурт гастролював на підтримку альбому до літа 2015 року, після чого його учасники розпочали окремі проєкти. Кокал співпрацювала з фолк-музикантом Полом Бергманом, записавши вокал до мініальбому Бергмана Romantic Thoughts (2015); Вейман створила супергурт BOSS з Сарою Джонс з Hot Chip і Гуро Гіклінг з All We Are, і записала матеріал для сольного альбому; Мозгава записалась з Енді Клоквайзом і Куртом Вайлом; а Ліндберг випустила свій дебютний сольний альбом Right On! (2015), на якому Мозгава також грала на барабанах.

### Heads Up (2016—2022)
1 серпня 2016 року Warpaint випустили сингл під назвою «New Song», а 23 вересня оголосили про вихід свого третього студійного альбому, Heads Up. Починаючи з 23 серпня і до 27 жовтня 2017 року, вони гастролювали як спеціальні гості і відкривали турне Depeche Mode Global Spirit Tour. Їхні чотири виступи на розігріві перед Depeche Mode у Hollywood Bowl стали першим випадком, коли гурт відіграв чотири концерти поспіль на знаменитому лос-анджелеському майданчику. Гурт також гастролював на підтримку Гаррі Стайлса в Азії у травні 2018 року, а також на розігріві Foals в Австралії у липні 2019 року.
У 2020 і 2021 роках гурт майже не виступав, а Мозгава повернулася до Австралії і записувалася з Кортні Барнетт. У грудні 2020 року гурт відіграв єдиний акустичний концерт у Лос-Анджелесі, який транслювався наживо в Lodge Room.
30 квітня 2021 року вони випустили сингл «Lilys», який був показаний у серіалі HBO Створено для кохання.

### Radiate Like This (2022— дотепер)
26 січня 2022 року Warpaint випустили пісню «Champion». Це лід-сингл з четвертого студійного альбому гурту Radiate Like This, реліз якого відбувся 6 травня 2022 року на лейблі Virgin Records.

## Стиль
Стиль Warpaint був охарактеризований як артрок, дрим-поп і психоделічний рок. Популярний журнал про музику NME описує звучання гурту як «Періодично переходячи від спокійних настроїв до більш жорсткого року, вони грають експансивні, соковито-гармонійні психо-рок пісні з достатньою кількістю часових змін, щоб задовольнити навіть найбородатіших любителів прог-року з кальяном». У музиці Warpaint відчувається вплив Cocteau Twins, Джоні Мітчелл і Siouxsie and the Banshees, Серед інших впливів — Kraftwerk, Depeche Mode і Public Image Ltd.

## Дискографія

### LP
- 2010 — The Fool
- 2014 — Warpaint
- 2016 — Heads Up
- 2022 — Radiate Like This

### EP
- 2008 — Exquisite Corpse
- 2011 — Rough Trade Session
- 2014 — Keep It Healthy / Disco//Very Remixes

## Музичні кліпи
| Назва             | Рік  | Режисер                     |
| ----------------- | ---- | --------------------------- |
| «Stars»           | 2009 | Берк Робертс, Адам Гардінг  |
| «Elephants»       | 2010 | Брюс Мюллер                 |
| «Beetles»         | 2010 | Такаюкі Окада, Коджи Нісіда |
| «Undertow»        | 2010 | Шеннін Соссамон             |
| «Warpaint»        | 2011 | Тед Ньюсом                  |
| «Disco//very»     | 2014 | Лаван Фідій                 |
| «Keep It Healthy» | 2014 | Лаван Фідій                 |
| «New Song»        | 2016 | Warpaint                    |
| «Champion»        | 2022 | Тереза Вейман               |
| «Stevie»          | 2022 | Fascinated By Everything    |
| «Hips»            | 2022 | Джим Хоскінг                |

## Склад гурту
Нинішні учасники
- Емілі Кокал – вокал, гітара, клавішні (2004–донині)
- Дженні Лі Ліндберг – бас, вокал (2004–донині)
- Тереза Вейман – вокал, гітара, синтезатор, барабани (2004–донині)
- Стелла Мозгава – барабани, клавішні, бек-вокал (2009–донині)

Колишні учасники
- Шеннін Соссамон – барабани, вокал (2004—2007)
- Девід Орландо – барабани (2007—2009)
- Метью Пейсі – барабани (2009)
- Джош Клінггоффер – барабани, гітара (2009)
- Майкл Квін – барабани, віолончель (2009)